# Коц
Коц або коць (від д.-рус. кочь, коць < дав.-в.-нім. kozzo) — грубе вовняне однотонне вкривало з начісками або ворсовий пристрижений однобічний килим з вовни.
Коцами вистилали долівки, їх вішали на стіни, клали у сани, застеляли лави і ліжка, використовували як попону тощо.

## Особливість килиму
Коц — це виготовлений на вертикальному верстаті довговорсовий вовняний килим, у якому один ряд ворсових вузлів перемежається з декількома рядами «піткання». Саме наявність смуги гладкого ткання (1-3 см) між ворсовими рядами та довгий ворс виділяють коци в окремий вид махрових килимів.
Харківський вертикальний верстат для ткання коців зветься «розбої» («разбєї»). Це вертикальна рама, яка на відміну від подібних полтавських кросен, не стоїть самостійно, а спирається на вільну стіну і є розбірною. Такий вертикальний верстат є набагато компактнішим від горизонтального, як у розібраному, так і у зібраному виді. Він дозволяє ткати полотна до 3 метрів завширшки (цебто цільний коц), коли горизонтальний — лише до 50 см (смуги зазвичай потім зшивають).

## Коцарство
Виготовленням цього виду килимів займались коцарки, які самі робили шерстяну пряжу, фарбували її в різні кольори саморобними фарбами з мінералів та рослин.

### Коцарство на Слобожанщині
Традиція харківського коцарства починається у XVII столітті, коли ремісники, які виготовляли довговорсові вовняні килими-коци, оселилися за валом Харківського городища у Залопанській слободі.
Харківські коци мали своєрідний геометричний малюнок, який обрамляла одноколірна кайма. Композиція малюнку складалася із ромбів у вигляді діагональної сітки. Коци були яскравими, переважно використовувались сині, червоні, білі і зелені кольори. Характерна довжина ворсу: 4-15 см.
Коцарство на Харківщині процвітало з кінця 18 до середини 19 століття, що було наслідком поширення вівчарства в краї. Так 1814 році у Харкові було вироблено до 26000 коців і в 50-х роках вироблялося ще до 25000 коців щороку, що становило 3 % від усієї харківської промисловості того часу. У другій половині 19 сторіччя коцарство почало занепадати. Розвиток промисловості знищив степ, де паслись вівці, та замінив саморобні тканини фабричними.
Коцарством займались переважно жителі західної частини Харкова (налічувалось кілька сотень коцарських господарств, деякі з них мали по 8/12/18 робітниць). Наприкінці 19 століття цей промисел було витіснено у передмістя Харкова (Новоселівку, Москалівку, Заїківку, Панасівку). В 1879 році тут налічувалось 75 коцарок, з котрих тільки 25 працювали цілий рік, а решта — взимку. Всього у рік виробляли 4000 коців. Вовна подорожчала через зменшення пасовиськ. Місце килимів у бідних людей все частіше стали займати звичайні конопляні рядна та верети. До 1902 року коцарський промисел у Харкові припинив своє існування.
Згідно із статистичними даними перепису Харківського Губернського Земства 1912 року на Харківщині працювало 8793 ткачів. Найбільш їх було в Зміївському, Богодухівському, Харківському, Охтирському, Валківському, Лебединському повітах. Але з розвитком промисловості все більше розповсюджувалось промислове виробництво тканин. Згідно із статистичними даними за 1913 р. на Харківщині було вже 1182 ткачів.
Для збереження килимарського промислу та інших видів декоративного народного ремесла деякі земства в Україні відкрили майстерні та артілі, які забезпечували збут готової продукції. В цьому часто допомагали любителі-меценати. На Харківщині такого меценатства не було, тому коцарство зникло й було зовсім забуте.
З 2018 року традиційне коцарство входить до переліку елементів нематеріальної культурної спадщини Харківської області.